# Lejeunea chaishanensis
Lejeunea chaishanensis là một loài Rêu trong họ Lejeuneaceae. Loài này được S.H. Lin mô tả khoa học đầu tiên năm 1992.